# Sitnja
La Sitnja (in russo Ситня?) è un fiume della Russia europea occidentale (oblast' di Novgorod e di Pskov), tributario di sinistra del fiume Šelon'.
Ha origine dal piccolo lago paludoso Jachnovskoe nello Strugo-Krasnenskij rajon della oblast' di Pskov dove si trova la maggior parte del suo corso. Scorre prevalentemente in direzione orientale; sfocia nel Šelon' a 64 km dalla foce. Il fiume ha una lunghezza di 117 km, l'area del suo bacino è di 1 020 km².